# Ilja Żygulow
Ilja Konstantinowicz Żygulow (ros. Илья Константинович Жигулёв, ur. 1 lutego 1996 w Czernomorskim) – rosyjski piłkarz grający na pozycji środkowego pomocnika. Były młodzieżowy reprezentant Rosji.